# Abborrtjärnen (Alanäs socken, Jämtland)
Abborrtjärnen är en sjö i Strömsunds kommun i Jämtland och ingår i Ångermanälvens huvudavrinningsområde.